# Fosfofructoquinasa
La fosfofructocinasa es la enzima cinasa que fosforila a la fructosa 6-fosfato en la glicólisis.
Esta enzima cataliza la transferencia de un grupo fosfato desde el ATP a la fructosa 6-fosfato para formar un derivado bisfosfato. Esta es una reacción de enorme importancia en un amplio número de procesos biológicos. Una de las enzimas que catalizan esta reacción es la fosfofructocinasa (PFK) que cataliza la fosforilación de la fructosa 6-fosfato a fructosa-1,6-bisfosfato, un paso clave en la regulación de la vía de la glicólisis. La PFK existe como un homotetrámero en las células bacterianas y de mamíferos, donde cada monómero posee dos dominios similares; y como un octámero en las levaduras (donde se presentan 4 cadenas alfa (PFK1) y 4 cadenas beta (PFK2), esta última posee al igual que la PFK de mamíferos, dos dominios similares.). Esta proteína podría utilizar el modelo de morfeína para la regulación alostérica.
La PFK tiene una longitud aproximada de 300 aminoácidos, y los estudios estructurales en las enzimas bacterianas han mostrado que comprende dos lóbulos similares (alfa/beta): uno que se encuentra involucrado en la unión al ATP, y el otro que acoge tanto al sitio de unión al sustrato como el sitio regulador alostérico (el sitio regulador, une al sustrato, pero aunque es diferente al sitio activo, regula la actividad de la enzima)
El tetrámero formado por unidades idénticas adopta 2 diferentes conformaciones: en el estado "cerrado", la unión de un ion magnesio puentea los grupos fosfato del producto enzimático (ADP y fructosa-1,6-bisfosfato), y en el estado "abierto", el ion magnesio se enlaza únicamente al ADP, mientras que los dos productos se encuentran ahora separados. Se piensa que estas conformaciones son pasos sucesivos necesarios del mecanismo de reacción que requiere que las subunidades se acerquen lo suficiente como para permitir que ambas moléculas se enceuntren lo suficientemente cercanas para reaccionar.
La deficiencia de PFK conduce a glucogenosis tipo VII (enfermedad de Tarui), un desorden autosómico recesivo caracterizado por náuseas severas, vómitos, calambres musculares, y mioglobinuria en respuesta a lapsos cortos pero intensos de ejercicio. Los afectados por lo general son capaces de llevar una vida relativamente normal aprendiendo a ajustar sus niveles de actividad.
Existen dos tipos de esta enzima:
| Tipo                | Sinónimos                           | Número EC    | Sustrato           | Producto                | Tipos de subunidad             |
| ------------------- | ----------------------------------- | ------------ | ------------------ | ----------------------- | ------------------------------ |
| Fosfofructocinasa-1 | 6-fosfofructocinasa fosfohexocinasa | EC 2.7.1.11  | Fructosa 6-fosfato | Fructosa-1,6-bisfosfato | PFKL, PFKM, PFKP               |
| Fosfofructocinasa-2 | 6-fosfofructo-2-cinasa              | EC 2.7.1.105 | Fructosa 6-fosfato | Fructosa-2,6-bisfosfato | PFKFB1, PFKFB2, PFKFB3, PFKFB4 |